# Zostera caespitosa
Zostera caespitosa, vrsta voge ili sviline, vodena je biljna vrsta iz porodice vogovki raširena uz obale sjeveroistočne Azije, od Kurila preko Japana do Japan i sjeveroistočne Kine.
Opisao ju je Miki 1932.